# Peugeot Type 65
La Peugeot Type 65 est un modèle d'automobile produit par le constructeur français Peugeot en 1904.